# Roestrugmonjita
De roestrugmonjita (Nexolmis rubetra synoniem: Xolmis rubetra) is een zangvogel uit de familie Tyrannidae (tirannen).

## Verspreiding en leefgebied
Deze soort is endemisch in westelijk Argentinië (van Mendoza tot Santa Cruz) en overwintert noordelijk tot in westelijk Uruguay.

## Status
De grootte van de populatie is niet gekwantificeerd maar de soort wordt omschreven als vrij algemeen. Op de Rode lijst van de IUCN heeft deze soort de status niet bedreigd.

## Externe link

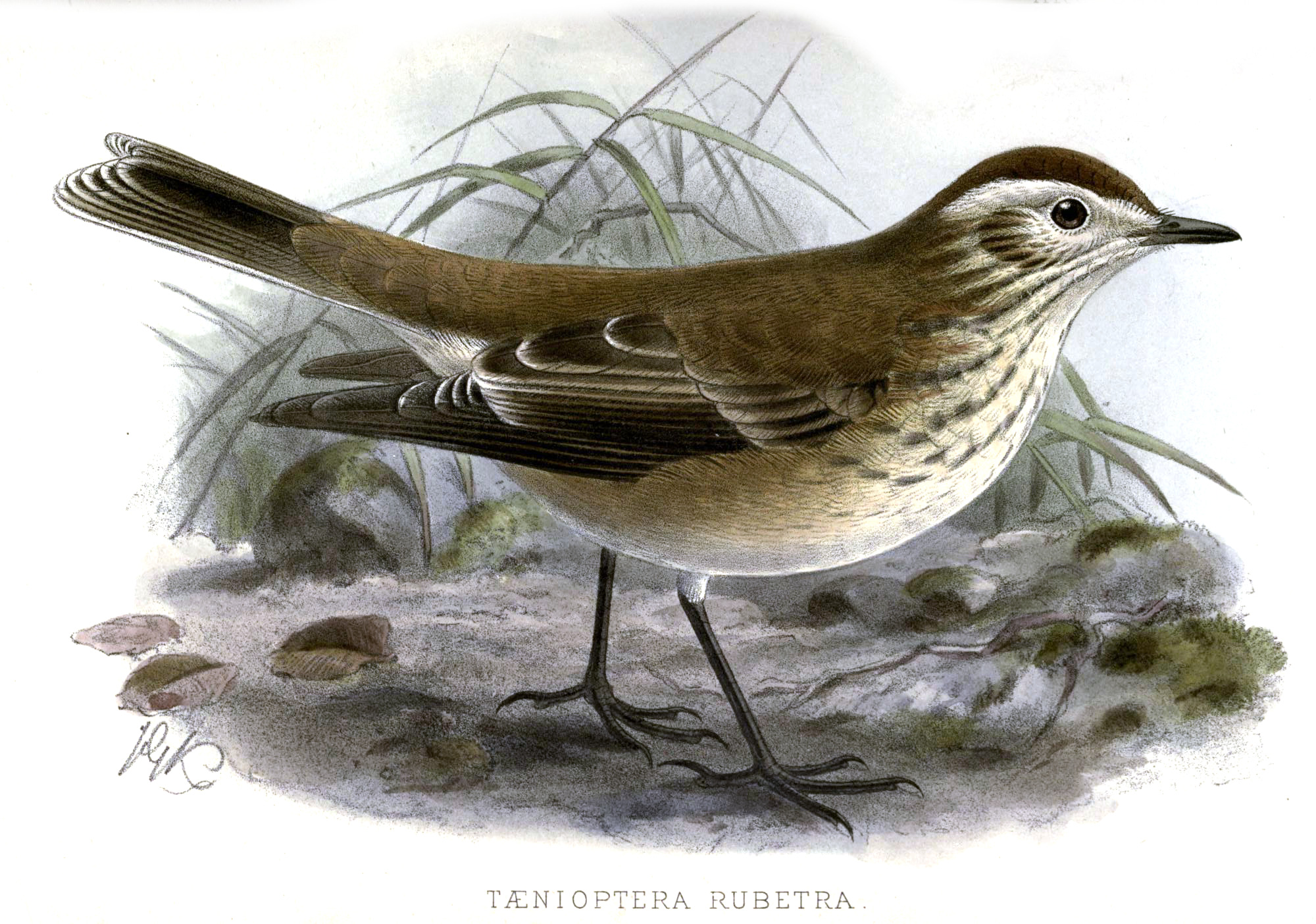